# Henri Bouckaert
Jules Henri Bouckaert (Roncq, Nord, 3 de maig de 1870 - ?) va ser un remer francès que va competir a primers del segle xx. El 1900 va prendre part en els Jocs Olímpics de París, on guanyà una medalla d'or en la prova de quatre amb timoner com a membre de l'equip Cercle de l'Aviron Roubaix.